# 韦赖谢吉哈齐区
韦赖谢吉哈齐区，是匈牙利佩斯州的一个区，总面积159.79平方公里，总人口34165人（2007年1月1日），人口密度213.8人/平方公里。中心城市位于Veresegyház。

## 辖区
韦赖谢吉哈齐区包含8个市镇。